# Staffan Öberg
Birger Staffan Öberg född den 7 februari 1943 i Umeå, Västerbotten är en svensk saxofonist, jazzmusiker och bandledare.

## Biografi
Staffan Öberg föddes i en musikalisk familj, där även hans båda bröder Sten Öberg och Stig-Ola Öberg blev jazzmusiker. Medan hans bröder valde trummor som huvudinstrument blev Öberg saxofonist och han har främst fokuserat på barytonsaxofon. Öberg har genom åren spelat i ett antal konstellationer och sammanhang, bland andra med Lars-Göran Ulander, som också ingår i Öbergs egna projekt Staffan Öberg Nonet. I nonetten, som grundades 1980 ingår även brodern Sten Öberg på trummor .
Tillsammans med nonetten har Öberg spelat in ett antal album 
Öberg är far till keyboardisten och pianisten Mats Öberg och trumslagaren och producenten Magnus Öberg.  

## Diskografi

### Staffan Öberg Oktett
- 2007 - Staffan Öberg Oktett

### Staffan Öberg Nonet
- 2016 - Fragments
- 2018 - Ornettish

### Övrigt
- 1995 - Playmobeel - Shredhead

### Mer läsning
- "Jazzbröderna som fått Umeå att svänga" från vk.se